# Pavilon Česka a Slovenska

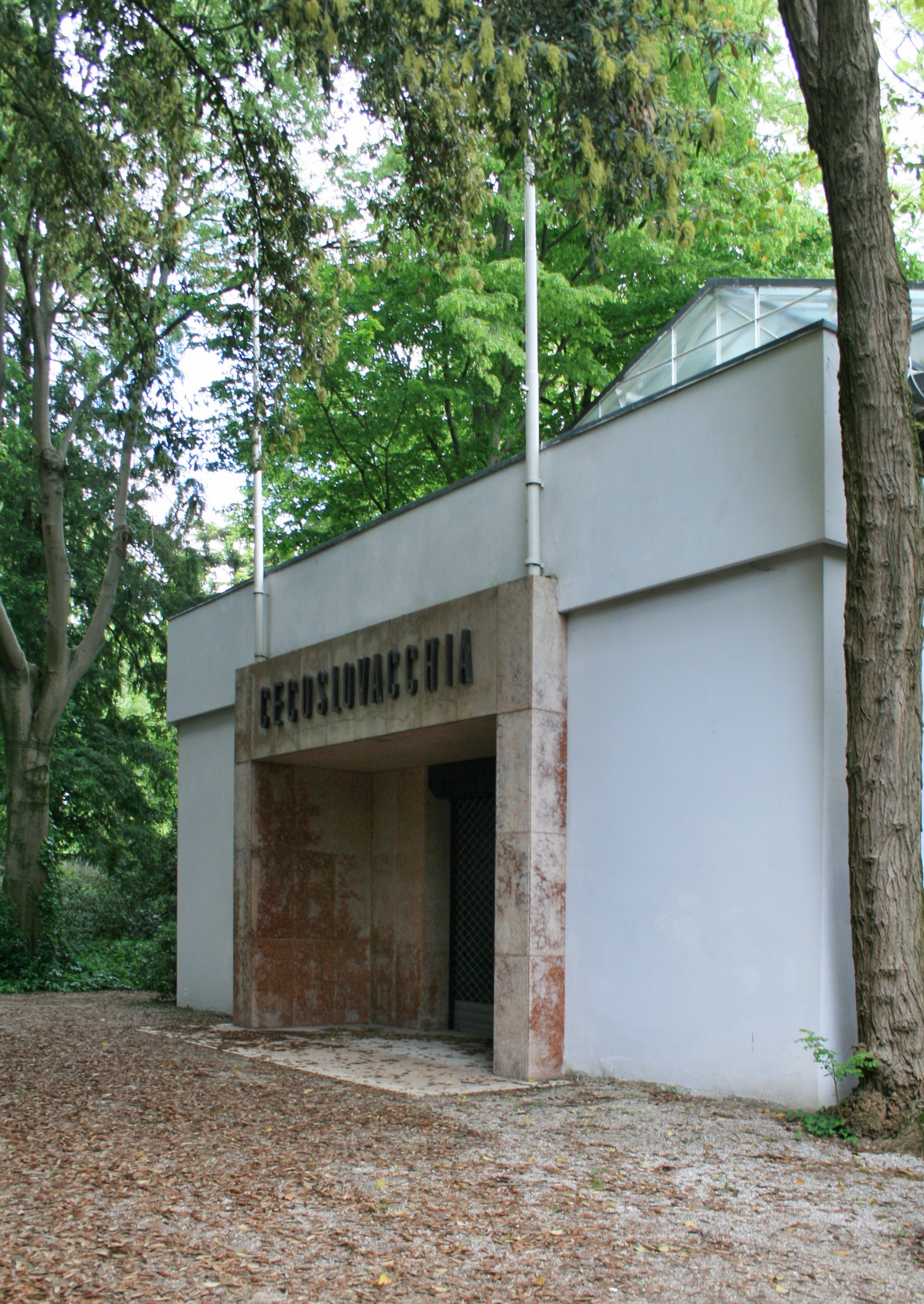
Pavilon v roce 2010

Pavilon Česka a Slovenska je sídlem národního zastoupení Česka a Slovenska v rámci uměleckých festivalů Benátské bienále.

## Pozadí
Benátské bienále je mezinárodní výstava umění, která se koná v italských Benátkách. Účast na bienále, které je často označováno za "olympiádu světa umění", je pro současné umělce prestižní událostí. Festival se skládá z konstelace výstav: ústřední výstavy, kterou kurátorsky řídí umělecký ředitel daného ročníku, národních pavilonů, které hostí jednotlivé národy, a nezávislých výstav, které lze najít po celých Benátkách. Mateřská organizace Bienále pořádá pravidelně také festivaly: architektury, tance, filmu, hudby a divadla.
Mimo ústřední mezinárodní výstavu si jednotlivé národy připravují vlastní výstavy, tzv. pavilony, které jsou jejich národní reprezentací. Národy, které vlastní budovy svých pavilonů, jako je například 30 pavilonů umístěných v areálu tzv. Giardini, nesou odpovědnost za jejich údržbu a náklady na výstavbu. Národy, které nemají vyhrazené budovy, jsou prezentovány v areálu Arsenále a na dalších místech po celém městě.

## Organizace a budování

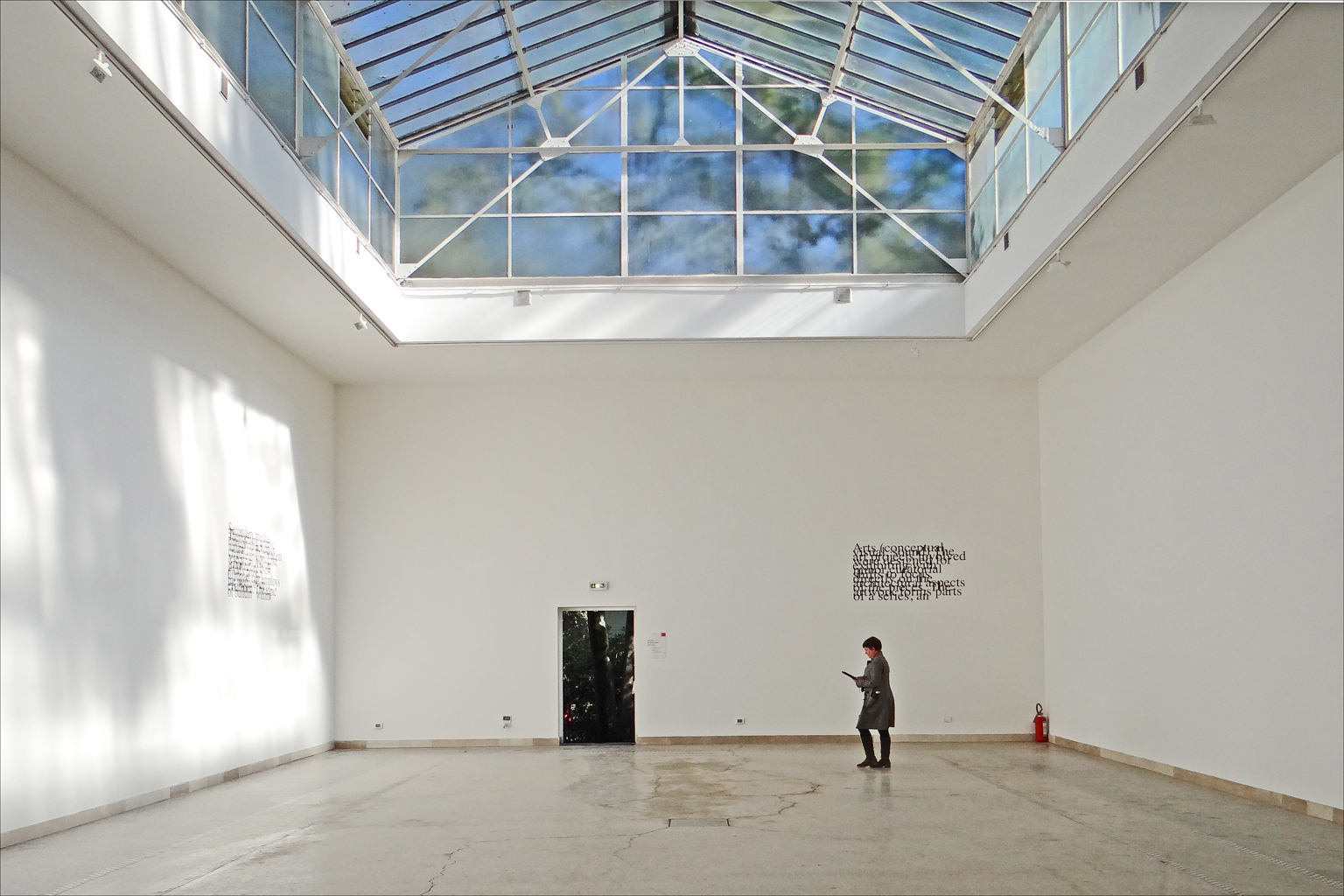
Interiér, 2010

Architekt Otakar Novotný navrhl pavilon pro Československo v roce 1926 se silným vlivem kubismu a evropského funkcionalismu.

## Zastoupení podle roku

### Umění
- 1926 — Charlotte Schrötter-Radnitz
- 1942 — Janko Alexy, Miloš Alexander Bazovský, Martin Benka, Ľudovít Fulla, Jan Hála, Jozef Kollár, František Kudlac, Eugen Lehotský, Gustav Mally, Peter Matejka, Lea Mrazová, Jan Mudroch, Karol Ondreička, Štefan Polkoráb, Teodor Tekel, Jaroslav Votruba, Júlia Kováciková-Horová, Vojtěch Ihrisky, Jan Koniarek, Jozef Kostka, Ladislav Majerský, Fraňo Stefunko, Koloman Sokol
- 1956 — Josef Lada, Adolf Zábranský, Jiří Trnka, Antonín Pelc, Cyril Bouda, Václav Karel, Kamil Lhoták, Antonín Strnadel, Vincenc Vingler aj.
- 1964 — Vladimír Kompánek
- 1966 — Jozef Kornúcik, Vladimír Kompánek
- 1970 — Jozef Jankovič
- 1986 — Ivan Ouhel
- 1993 — František Skála, Daniel Fischer
- 1995 — Jozef Jankovič
- 1999 — (Kurátorky: Petra Hanáková a Alexandra Kusá)
- 2001 — Jiří Surůvka, Ilona Németh (Kurátorka: Katarína Rusnáková)
- 2005 — Stanislav Filko, Jan Mančuška, Boris Ondreička (Kurátor: Marek Pokorný)
- 2007 — Irena Jůzová (Kurátor: Tomáš Vlček)
- 2009 — Roman Ondak (kurátor: Kathrin Rhomberg)
- 2011 — Dominik Lang (Kurátor: Yvona Ferencová)
- 2013 — Petra Feriancová, Zbyněk Baladrán (Kurátor: Marek Pokorný)
- 2015 — Jiří David (Kurátorka: Katarína Rusnáková)
- 2017 — Jana Želibská
- 2019 — Stanislav Kolíbal (kurátor: Dieter Bogner)[2]
- 2024 — Eva Koťátková (Kurátorka: Hana Janečková)